# Beiersdorf
Beiersdorf (alt sòrab: Bejerecy) és un municipi alemany que pertany a l'estat de Saxònia. Forma part de la mancomunitat Oppach-Beiersdorf. El 2022 tenia 1094 habitants, el 1990 després del a r.
És a uns 18 km al sud de Bautzen, i 11 km a l'oest de Löbau als turons de Lusàcia, prop de la frontera amb el nord de Bohèmia (República Txeca). La muntanya més alta és la Bieleboh amb 499 metres. El 1939 s'hi va incorporar el llogaret de Neulauba quan es va suprimir el municipi de Lauba (Lubow).
El primer esment escrit «Beyerstorp» data del 1272, quan es van crear uns pobles lineals a les vores de la carretera Kaiserstrasse (‘carretera imperial’) que connectava Praga a Bohèmia amb Cottbus i Hoyerswerda. Aleshores pertanyia al regne de Bohèmia. Va ser colonitzat per gent de Baviera, el que n'explica el nom que significa «poble dels bavaresos» que es van mesclar amb la població sòraba autòctona.

## Evolució demogràfica
| Any  | Població |
| 1834 | 1232     |
| 1871 | 1503     |
| 1890 | 1544     |
| 1910 | 1578     |
| 1925 | 1594     |
| 1939 | 1678     |
| 1946 | 1958     |
| 1950 | 2070     |
| 1964 | 1937     |
| 1990 | 1444     |
| 2000 | 1374     |
| 2007 | 1284     |